# Кусино
Кусино (рос. Кусино) — присілок у Кіриському районі Ленінградської області Російської Федерації.
Населення становить 776 осіб. Належить до муніципального утворення Кусінське сільське поселення.

## Історія
Згідно із законом від 1 вересня 2004 року № 49-оз органом  місцевого самоврядування є Кусінське сільське поселення.

## Населення
| 2007 | 2010 | 2017 |
| ---- | ---- | ---- |
| 852  | ↗868 | ↘776 |